# Писаренко, Лариса Олеговна
Лариса Олеговна Писаренко (род. 27 ноября 1966, Геленджик, Краснодарский край, РСФСР, СССР) — глава города Ессентуки с 5 марта 2012 по 13 июля 2015 года.

## Биография
Родилась 27 ноября 1966 года в городе Геленджике Краснодарского края. После окончания школы в 1984 году работала техником в Государственном проектном институте «Кубаньгипросельхозстрой» (ныне АО «Кубаньводпроет»). С 1986 года живёт в Ессентуках. В 1991 году окончила инженерно-экономический факультет Краснодарского государственного института по специальности «Экономика и организация промышленности продовольственных товаров».
В 1988—1995 годах работала бухгалтером на Ессентукском мясокомбинате. Затем главным бухгалтером в «Универмаге» станицы Ессентукской. С 1997 года работала в Комитете по земельным ресурсам и землеустройству города Ессентуки, в 2000 году назначена директором филиала ФГУ «Земельная кадастровая палата» по Ставропольскому краю в городе Ессентуки.
В 2003 году по приглашению Константина Скоморохина пришла на работу в администрацию города-курорта Ессентуки. На должности заместителя главы города возглавила комитет по муниципальной собственности. В 2005 году прошла профессиональную переподготовку в Северо-Кавказской академии государственной службы по государственному и муниципальному управлению. В 2007 году стала победительницей краевого конкурса «Лучший муниципальный служащий». С 2011 года первый заместитель главы города-курорта Ессентуки.
4 марта 2012 года состоялись выборы главы города Ессентуки, на которых Писаренко была избрана на должность. 13 июля 2015 года Писаренко в добровольном порядке сложила с себя полномочия, а Александр Некристов был назначен на должность временно исполняющего обязанности главы города. Однако, она продолжила свою политическую карьеру и приняла участие в выборах в горсовет, которые прошли в сентябре 2015 года, по результатам выборов она осталась в его составе рядовым депутатом.
В феврале 2019 года Лариса Писаренко была приговорена к трём годам условно с аналогичным испытательным сроком за превышение должностных полномочий. Было выявлено финансовых нарушений почти на 300 млн рублей. Чуть меньше этой суммы составила задолженность арендаторов муниципального имущества и земли. В отношении Писаренко было возбуждено 11 уголовных дел по 10 земельным участкам, которые были расположены в районе городского озера. Установлено, что бывший глава Ессентуков вступила в преступный сговор с бывшим председателем комитета по муниципальной собственности, с целью незаконного заключения договора аренды земельного участка, находящегося в рекреационной зоне Ессентуков, предназначенного для зелёных насаждений общего пользования, для последующей переуступки прав и обязанностей по договору аренды земельного участка под индивидуальное жилищное строительство в пользу своего сына. Приговор в законную силу не вступил.

## Семья
Воспитала дочь Викторию, у которой есть сын Константин. Сын Борис после окончания школы в 2012 году, продолжил учёбу в вузе.